# Aguri Uchida
Aguri Uchida (内田 あぐり, Uchida Aguri, née en  1949 à Tokyo) est une peintre japonaise de l'école nihonga d'aquarelle. Elle termine en 1975 ses études à l'école des beaux-arts de Musashino. Elle expose à 2 reprises cette année-là et reçoit un prix du sougakai (創画会) après quoi elle se consacre essentiellement au sougakai. À partir de 1993, elle enseigne à l'école d'art de Musashino, et remporte le premier prix lors de la 12e exposition du musée de Yamatane. En 2002 elle remporte le grand prix du mémorial Kaii Higashiyama nikkei nihonga.